# Distretto di Grarem Gouga
Il distretto di Grarem Gouga è un distretto della Provincia di Mila, in Algeria.

## Comuni
Il distretto di Grarem Gouga comprende 2 comuni:
- Grarem Gouga
- Hamala[1]